# Stazione di Córdoba
La stazione di Córdoba (in spagnolo Estación de Córdoba) è la principale stazione ferroviaria di Cordova, Spagna.

## Collegamenti esterni

Collegamenti ferroviari dalla stazione di Cordova (2012)